# Epipremnum ceramense
Epipremnum ceramense är en kallaväxtart som först beskrevs av Adolf Engler och Kurt Krause, och fick sitt nu gällande namn av Cornelis Rugier Willem Karel van Alderwerelt van Rosenburgh. Epipremnum ceramense ingår i släktet Epipremnum och familjen kallaväxter.
Artens utbredningsområde är Moluckerna. Inga underarter finns listade.